# Ivan Gudelj
Ivan Gudelj (Imoschi, 21 aprile 1960) è un ex calciatore e allenatore di calcio jugoslavo, dal 1991 croato.
Ex capitano e leggenda dell'Hajduk Spalato nel 2020 fu insignito del premio "Nagrade Grada Splita" (in italiano Premi della Città di Spalato), assegnatogli per l'appunto dalla città di Spalato.

## Carriera

### Giocatore

#### Club
Militò nell'Hajduk Spalato dal 1975 al 1986 con il quale segnò un totale di 93 reti in 362 presenze. Esordì in prima squadra nel 1977 mentre esordì in campionato il 30 aprile 1978 contro il Rijeka. Con i bijeli vinse un Campionato jugoslavo e due Coppe di Jugoslavia.
A soli 26 anni di età si è ritirato dalla carriera agonistica a causa di una malattia, l'ultima partita della carriera fu il derby del 13 settembre 1986 contro la Stella Rossa dove al 85º minuto si accasciò sul terreno per poi non ritornare più in partita, successivamente gli fu diagnosticata l'epatite B.

#### Nazionale
Il suo debutto con la nazionale jugoslava risale al 10 settembre 1980 nella partita contro la Lussemburgo giocata a Lussemburgo. La sua ultima partita con la nazionale risale al 19 maggio 1986 contro la Belgio a Bruxelles.
Indossò la maglia della nazionale per un totale di trentatré partite andando tre volte a segno. 
Inoltre ha partecipato ai Mondiali di Spagna 1982, agli Europei di Francia 1984 e alle Olimpiadi di Mosca 1980.

## Statistiche

### Cronologia presenze e reti in nazionale
| Cronologia completa delle presenze e delle reti in nazionale ― Jugoslavia | Cronologia completa delle presenze e delle reti in nazionale ― Jugoslavia | Cronologia completa delle presenze e delle reti in nazionale ― Jugoslavia | Cronologia completa delle presenze e delle reti in nazionale ― Jugoslavia | Cronologia completa delle presenze e delle reti in nazionale ― Jugoslavia | Cronologia completa delle presenze e delle reti in nazionale ― Jugoslavia | Cronologia completa delle presenze e delle reti in nazionale ― Jugoslavia | Cronologia completa delle presenze e delle reti in nazionale ― Jugoslavia |
| Data                                                                      | Città                                                                     | In casa                                                                   | Risultato                                                                 | Ospiti                                                                    | Competizione                                                              | Reti                                                                      | Note                                                                      |
| ------------------------------------------------------------------------- | ------------------------------------------------------------------------- | ------------------------------------------------------------------------- | ------------------------------------------------------------------------- | ------------------------------------------------------------------------- | ------------------------------------------------------------------------- | ------------------------------------------------------------------------- | ------------------------------------------------------------------------- |
| 10-9-1980                                                                 | Lussemburgo                                                               | Lussemburgo                                                               | 0 – 5                                                                     | Jugoslavia                                                                | Qual. Mondiali 1982                                                       | -                                                                         | 85’                                                                       |
| 9-9-1981                                                                  | Copenaghen                                                                | Danimarca                                                                 | 1 – 2                                                                     | Jugoslavia                                                                | Qual. Mondiali 1982                                                       | -                                                                         |                                                                           |
| 17-10-1981                                                                | Belgrado                                                                  | Jugoslavia                                                                | 1 – 1                                                                     | Italia                                                                    | Qual. Mondiali 1982                                                       | -                                                                         |                                                                           |
| 21-11-1981                                                                | Novi Sad                                                                  | Jugoslavia                                                                | 5 – 0                                                                     | Lussemburgo                                                               | Qual. Mondiali 1982                                                       | -                                                                         |                                                                           |
| 29-11-1981                                                                | Il Pireo                                                                  | Grecia                                                                    | 1 – 2                                                                     | Jugoslavia                                                                | Qual. Mondiali 1982                                                       | -                                                                         |                                                                           |
| 17-6-1982                                                                 | Saragozza                                                                 | Irlanda del Nord                                                          | 0 – 0                                                                     | Jugoslavia                                                                | Mondiali 1982 - 1º turno                                                  | -                                                                         |                                                                           |
| 20-6-1982                                                                 | Valencia                                                                  | Spagna                                                                    | 2 – 1                                                                     | Jugoslavia                                                                | Mondiali 1982 - 1º turno                                                  | 1                                                                         |                                                                           |
| 24-6-1982                                                                 | Saragozza                                                                 | Jugoslavia                                                                | 1 – 0                                                                     | Honduras                                                                  | Mondiali 1982 - 1º turno                                                  | -                                                                         |                                                                           |
| 13-10-1982                                                                | Oslo                                                                      | Norvegia                                                                  | 3 – 1                                                                     | Jugoslavia                                                                | Qual. Euro 1984                                                           | -                                                                         |                                                                           |
| 17-11-1982                                                                | Sofia                                                                     | Bulgaria                                                                  | 0 – 1                                                                     | Jugoslavia                                                                | Qual. Euro 1984                                                           | -                                                                         |                                                                           |
| 15-12-1982                                                                | Podgorica                                                                 | Jugoslavia                                                                | 4 – 4                                                                     | Galles                                                                    | Qual. Euro 1984                                                           | -                                                                         |                                                                           |
| 12-10-1983                                                                | Belgrado                                                                  | Jugoslavia                                                                | 2 – 1                                                                     | Norvegia                                                                  | Qual. Euro 1984                                                           | -                                                                         |                                                                           |
| 14-12-1983                                                                | Cardiff                                                                   | Galles                                                                    | 1 – 1                                                                     | Jugoslavia                                                                | Qual. Euro 1984                                                           | -                                                                         |                                                                           |
| 21-12-1983                                                                | Spalato                                                                   | Jugoslavia                                                                | 3 – 2                                                                     | Bulgaria                                                                  | Qual. Euro 1984                                                           | -                                                                         |                                                                           |
| 2-6-1984                                                                  | Oeiras                                                                    | Portogallo                                                                | 2 – 3                                                                     | Jugoslavia                                                                | Amichevole                                                                | -                                                                         | 46’                                                                       |
| 13-6-1984                                                                 | Lens                                                                      | Belgio                                                                    | 2 – 0                                                                     | Jugoslavia                                                                | Euro 1984 - 1º turno                                                      | -                                                                         |                                                                           |
| 16-6-1984                                                                 | Lione                                                                     | Jugoslavia                                                                | 0 – 5                                                                     | Danimarca                                                                 | Euro 1984 - 1º turno                                                      | -                                                                         |                                                                           |
| 19-6-1984                                                                 | Saint-Étienne                                                             | Francia                                                                   | 3 – 2                                                                     | Jugoslavia                                                                | Euro 1984 - 1º turno                                                      | -                                                                         |                                                                           |
| 29-9-1984                                                                 | Belgrado                                                                  | Jugoslavia                                                                | 0 – 0                                                                     | Bulgaria                                                                  | Qual. Mondiali 1986                                                       | -                                                                         |                                                                           |
| 20-10-1984                                                                | Lipsia                                                                    | Germania Est                                                              | 2 – 3                                                                     | Jugoslavia                                                                | Qual. Mondiali 1986                                                       | -                                                                         |                                                                           |
| 20-1-1985                                                                 | Kochi                                                                     | Iran                                                                      | 1 – 3                                                                     | Jugoslavia                                                                | Amichevole                                                                | -                                                                         |                                                                           |
| 25-1-1985                                                                 | Kochi                                                                     | Unione Sovietica                                                          | 1 – 2                                                                     | Jugoslavia                                                                | Amichevole                                                                | -                                                                         |                                                                           |
| 29-1-1985                                                                 | Kochi                                                                     | Cina                                                                      | 1 – 1                                                                     | Jugoslavia                                                                | Amichevole                                                                | -                                                                         |                                                                           |
| 1-2-1985                                                                  | Kochi                                                                     | Corea del Sud                                                             | 1 – 3                                                                     | Jugoslavia                                                                | Amichevole                                                                | 1                                                                         |                                                                           |
| 4-2-1985                                                                  | Kochi                                                                     | Unione Sovietica                                                          | 2 – 1                                                                     | Jugoslavia                                                                | Amichevole                                                                | -                                                                         |                                                                           |
| 27-3-1985                                                                 | Zenica                                                                    | Jugoslavia                                                                | 1 – 0                                                                     | Lussemburgo                                                               | Qual. Mondiali 1986                                                       | 1                                                                         |                                                                           |
| 3-4-1985                                                                  | Sarajevo                                                                  | Jugoslavia                                                                | 0 – 0                                                                     | Francia                                                                   | Qual. Mondiali 1986                                                       | -                                                                         |                                                                           |
| 1-5-1985                                                                  | Lussemburgo                                                               | Lussemburgo                                                               | 0 – 1                                                                     | Jugoslavia                                                                | Qual. Mondiali 1986                                                       | -                                                                         |                                                                           |
| 1-6-1985                                                                  | Sofia                                                                     | Bulgaria                                                                  | 2 – 1                                                                     | Jugoslavia                                                                | Qual. Mondiali 1986                                                       | -                                                                         | 39’                                                                       |
| 28-9-1985                                                                 | Belgrado                                                                  | Jugoslavia                                                                | 1 – 2                                                                     | Germania Ovest                                                            | Qual. Mondiali 1986                                                       | -                                                                         | 62’                                                                       |
| 16-11-1985                                                                | Parigi                                                                    | Francia                                                                   | 2 – 0                                                                     | Jugoslavia                                                                | Qual. Mondiali 1986                                                       | -                                                                         |                                                                           |
| 11-5-1986                                                                 | Bochum                                                                    | Germania Ovest                                                            | 1 – 1                                                                     | Jugoslavia                                                                | Amichevole                                                                | -                                                                         | 46’                                                                       |
| 19-5-1986                                                                 | Bruxelles                                                                 | Belgio                                                                    | 1 – 3                                                                     | Jugoslavia                                                                | Amichevole                                                                | -                                                                         | 65’                                                                       |
| Totale                                                                    |                                                                           | Presenze                                                                  | 33                                                                        |                                                                           | Reti                                                                      | 3                                                                         |                                                                           |

## Palmarès

### Club
- Campionato jugoslavo: 1

Hajduk Spalato: 1978-1979
- Coppa di Jugoslavia: 2

Hajduk Spalato: 1976-1977, 1983-1984

### Individuale
- Calciatore jugoslavo dell'anno: 1

1982